# San Justo de la Vega
San Justo de la Vega – gmina w Hiszpanii, w prowincji León, w Kastylii i León, o powierzchni 48,39 km². W 2011 roku gmina liczyła 1997 mieszkańców.